# Ilava
Ilava (německy Illau nebo též Eulau, maďarsky Illava) je okresní město na Slovensku ležící v severní části Trenčínského kraje na levém břehu Váhu. Žije zde přibližně 5 500 obyvatel.
Ilava je druhým nejmenším okresním městem na Slovensku, největším městem okresu Ilava je Dubnica nad Váhom.

## Části města
V 70. letech 20. století byly k Ilavě připojeny obce Iliavka a Klobušice. Město má dvě katastrální území: k.ú. Ilava a k.ú. Klobušice. Kromě samotné Ilavy má město dvě městské části: Iliavka, Klobušice.

### Klobušice
Nachází se asi dva kilometry od Ilavy, na hlavním silničním tahu ve směru do Dubnice nad Váhom. 

### Iliavka
Menší městská část – Iliavka – je od Ilavy vzdálena asi čtyři kilometry. Nachází se v horách a obývá ji jen kolem 130 obyvatel. 

## Historie
První písemná zmínka o obci pochází z roku 1229. Když Ilavu ovládli husité, občané Ilavy jim v jejich boji a působení na Pováží pomáhali. Když Zikmund Lucemburský u Ilavy porazil husity (bitva na Rudém poli) a vyhnal je z města, potrestal Ilavčany tak, že dal město srovnat se zemí. Občany města vyhnal a zakázal jim město postavit znovu. Přeživší Ilavčani se stáhli do hor a založili vesnici Iliavka (malá Ilava). Když hněv Zikmunda Lucemburského opadl, povolil opětovné vystavění města a návrat jeho obyvatel. Většina obyvatel se do Ilavy vrátila, avšak někteří zůstali bydlet i nadále v horách, ve vesničce Iliavka.

## Pamětihodnosti
- Ilavský hrad  z přelomu 11.–12. století. První hodnověrná zmínka o hradu je až z roku 1446. Pravděpodobně byl vybudován na ochranu silnic, důležitého brodu přes Váh i samotného městečka Ilava. Byl pravděpodobně založen členy rytířského náboženského řádu templářů. V 15. století jej dobyli husité. V 16. století byl hrad přestavěn na pevnost. Později (do roku 1783) sloužil jako klášter řádu trinitářů. V roce 1856 byl přebudován na trestnici. V 50. letech 20. století zde byli umístěni političtí vězni.[6] Současná věznice nese název Ústav pro výkon trestu odnětí svobody a Ústav pro výkon vazby Ilava.[7]
- Klobušický kaštel
- Mauzoleum Gábora Barosse v Klobušicích[8]

## Doprava
Ilava leží na železniční trati Bratislava–Žilina. Extravilánem města prochází slovenská dálnice D1.

## Osobnosti
- Ivan Baranka, hokejista
- Gábor Baross (1848–1892), politik[9]
- Mária Bieliková (* 1966), informatička a pedagožka
- Valerián Bystrický (1936–2017), historik
- Jozef Genzor (1939–2019), jazykovědec, koreanista a filipinista, překladatel z angličtiny a korejštiny[10]
- Marcel Hossa, hokejista
- Tomáš Kopecký, hokejista
- Marek Kvapil, hokejista
- Roman Pomajbo (* 1969), herec
- Štefan Raus (1880–1958), učitel, ředitel školy, varhaník, vedoucí pěveckého sboru Ilavčan, starosta, vládní komisař, místní historik a kronikář[11]
- Miro Remo (* 1983), režisér a scenárista
- Róbert Tomík (* 1976), hokejista
- Pavel Traubner (* 1941), lékař, neurolog, pedagog, děkan Lékařské fakulty Univerzity Komenského v Bratislavě[12]
- Ľudovít Turzo-Nosický (1827–1896), advokát, veřejný činitel, politik

## Partnerská města
- Gargždai, Litva
- Klimkovice, Česko
- Miołów, Polsko
- Iława, Polsko